# شارون أغويلار
شارون أغويلار (Sharon Aguilar)(ولدت سنة 1986).هي مغنية وكاتبة أغاني وعازفة بنمية.